# Anthony Patrick Fairall
Anthony Patrick Fairall (ur. 15 września 1943 w Londynie, zm. 23 listopada 2008 w Kapsztadzie) – południowoafrykański astronom.

## Życiorys
Urodził się 15 września 1943 w Londynie. W 1948 wraz z rodziną przeniósł się do Johannesburga (RPA) a następnie, w 1953, do Salisbury (obecnie Harare, Zimbabwe). W Salisbury uczęszczał do Prince Edward School, gdzie zainteresował się astronomią. Karierę astronoma wybrał pod wpływem prac popularnonaukowych Patricka Moore'a.
W latach 1963–1966 studiował na Uniwersytecie Kapsztadzkim, a następnie podjął studia podyplomowe na University of Texas at Austin, gdzie pracował z Gerardem de Vaucouleurs i Fritzem Zwickym. Pod wpływem Zwicky'ego zainteresował się badaniami supernowych, użytecznych do pomiaru odległości we Wszechświecie. W 1970 uzyskał tytuł doktora. W tym samym roku wrócił do Kapsztadu, gdzie otrzymał posadę wykładowcy astronomii na nowo utworzonym wydziale astronomii. Rozpoczął również realizację fotograficznego przeglądu nieba południowego w poszukiwaniu supernowych. W 1977 odkrył galaktykę Fairall 9, najjaśniejszą galaktykę Seyferta nieba południowego.
W latach 1983–1984 przewodniczył Południowoafrykańskiemu Towarzystwu Astronomicznemu. W 1988 został mianowany dyrektorem planetarium w Kapsztadzie. Urząd ten pełnił do 2005. W 1996, w uznaniu dla osiągnięć badawczych i popularyzatorskich w dziedzinie astronomii, otrzymał tytuł członka Królewskiego Towarzystwa Astronomicznego.
Był autorem wielu książek naukowych i popularnonaukowych oraz ponad 200 publikacji badawczych. Odkrył supernowe SN 1969H i SN 1971R. Krótko przed śmiercią napisał książkę popularnonaukową dla dzieci pod tytułem "Starwise – A Beginner’s Guide to the Universe", która w jego zamyśle miała być dostarczona do wszystkich szkół w RPA z okazji Międzynarodowego Roku Astronomii.
Zmarł 23 listopada 2008 w Kapsztadzie po wypadku w czasie nurkowania w Zatoce Hout.